# Sakuhei Fujiwhara
Sakuhei Fujiwara (藤原 咲平 Fujiwara Sakuhei?,  29 de octubre de 1884 – 22 de septiembre de 1950) fue un meteorólogo japonés, conocido por sus investigaciones sobre el comportamiento de los ciclones tropicales, cuya interacción fue denominada efecto Fujiwhara en su honor.

## Biografía
Nació en la ciudad de Suwa, prefectura de Nagano, Fujiwhara se integró al Observatorio Meteorológico Central (actual Agencia Meteorológica de Japón) en 1909 tras completar sus estudios de pregrado en física teórica en la Universidad Imperial de Tokio (actual Universidad de Tokio). Obtuvo su doctorado en 1915 con su trabajo de investigación sobre la anormal propagación de las ondas sonoras, ganando cinco años después el Premio de la Academia de Japón en reconocimiento a su trabajo. Viajó a Noruega en 1920 para estudiar meteorología con Vilhelm Bjerknes.
Tras volver a Japón en 1922, asumió como director general del Instituto Central de Entrenamiento de Meteorólogos (hoy en día, Colegio Meteorológico de Japón). Hizo clases en la Universidad Imperial de Tokio en 1924, y sucedió a Takematsu Okada como el quinto director de la Agencia Meteorológica de Japón, en 1941.
Fujiwhara participó en el desarrollo de la bomba globo durante la Guerra del Pacífico (1937-1945), y fue purgado de su posición tras la conclusión de la guerra. Se retiró al campo para concentrarse en sus escritos, dedicando sus esfuerzos a la educación de las futuras generaciones de meteorólogos e investigando fenómenos meteorológicos como vórtices, nubes y la óptica atmosférica. También encabezó estudios sobre los planeadores en Japón, y se convirtió en miembro de la Academia de Japón en 1937.

## Obras publicadas
- Kumo wo Tsukamu Hanashi (雲を掴む話?   lit. "Comprendiendo las nubes"), Iwanami Shoten Publishing, 1926
- Kumo (雲?   lit. "Nubes"), Iwanami Shoten Publishing, 1929
- Kishō to Jinsei (気象と人生?   lit. "Meteorología y vida"), 1932
- Chika, Chiretsu to Jishin (地渦・地裂及び地震?   lit. "Subducción, fallas y terremotos"), 1932
- Taikichū no Kōshō (大気中の光象?   lit. "Óptica atmosférica"), 1933
- Kishō to Jinsei (氣象と人生?   lit. "Meteorología y vida"), Iwanami Shoten Publishing, 1935
- Tenbun ya Kishō no Hanashi (天文や氣象の話?   lit. "Acerca del Tiempo y la Meteorología"), Iwanami Shoten Publishing, 1935
- Uzumaki no Jikken (渦巻の実験?   lit. "Experimentos sobre vórtices"), 1939
- Kishō Kanshoku (気象感触?   lit. "Sentimientos de la meteorología"), Iwanami Shoten Publishing, 1942
- Umi no Nayami (生みの悩み?   lit. "La angustia del parto"), 1947
- Reki to Seikatsu (暦と生活?   lit. "La vida y el calendario"), Sanseido, 1948
- Kishō Nōto (気象ノート?   lit. "Notas sobre meteorología"), 1948
- Terada Torahiko Shū (寺田寅彦集?   lit. "Obras escogidas de Torahiko Terada"), Iwanami Shoten Publishing, 1949
- Gunka - Kishō Yonjūnen (群渦―気象四十年?   lit. "Vértices múltiples - 40 años de meteorología"), 1950
- Nippon Kishōgaku Shi (日本気象学史?   lit. "Historia de la meteorología en Japón"), Iwanami Shoten Publishing, 1951
- Reki to Seikatsu (暦と生活?   lit. "La vida y el calendario"), Sanseido, 1955
- Chika Nitsuite (地渦について?   lit. "Sobre la subducción"), Iwanami Shoten Publishing
- Taiki Butsurigaku (大気物理学?   lit. "Física atmosférica"), Iwanami Shoten Publishing
- Kishō Kōgaku (気象光学?   lit. "Óptica atmosférica"), Iwanami Shoten Publishing